# 第23回NHK紅白歌合戦
『第23回NHK紅白歌合戦』（だい23かいエヌエイチケイこうはくうたがっせん）は、1972年12月31日（日）に東京宝塚劇場で行われた23回目となるNHK紅白歌合戦で、21:00 - 23:45までNHKで生放送された。

## 出演者

### 司会者など
- 紅組司会：佐良直美
- 白組司会：宮田輝 - NHKアナウンサー
- 総合司会：山川静夫 - NHKアナウンサー
- 紅組応援団長：水前寺清子
- 白組応援団長：堺正章
- テレビ・ラジオ中継：荒川修 - NHKアナウンサー
- 得点集計センター：金子辰雄 - NHKアナウンサー

佐良直美が初めて紅組司会を担当、またこの回から「応援団長」（後に「応援リーダー」）という役割が置かれる。初担当となった水前寺と堺は、かつて『NTV紅白歌のベストテン』（日本テレビ系列）で1969・1970年に両軍のキャプテンを務めた事がある。

### 出場歌手
紅組、      白組、      初出場、      返り咲き。
| 曲順 | 組 | 歌手名                   | 回 | 曲目                           |
| ---- | -- | ------------------------ | -- | ------------------------------ |
| 1    | 白 | 森進一                   | 5  | 放浪船                         |
| 2    | 紅 | 天地真理                 | 初 | ひとりじゃないの               |
| 3    | 白 | フォーリーブス           | 3  | 夏のふれあい                   |
| 4    | 紅 | 和田アキ子               | 3  | 孤独                           |
| 5    | 白 | 堺正章                   | 2  | 運がよければいいことあるさ     |
| 6    | 紅 | 朱里エイコ               | 初 | 北国行きで                     |
| 7    | 白 | にしきのあきら           | 3  | 嵐の夜                         |
| 8    | 紅 | 渚ゆう子                 | 2  | 風の日のバラード               |
| 9    | 白 | 鶴岡雅義と東京ロマンチカ | 5  | くちづけ                       |
| 10   | 紅 | 奥村チヨ                 | 3  | 終着駅                         |
| 11   | 白 | 石橋正次                 | 初 | 夜明けの停車場                 |
| 12   | 紅 | 由紀さおり               | 4  | 故郷                           |
| 13   | 白 | 村田英雄                 | 12 | ここで一番                     |
| 14   | 紅 | 佐良直美                 | 6  | オー・シャンゼリゼ             |
| 15   | 紅 | 山本リンダ               | 2  | どうにもとまらない             |
| 16   | 白 | 尾崎紀世彦               | 2  | ゴッドファーザー～愛のテーマ〜 |
| 17   | 紅 | いしだあゆみ             | 4  | 生まれかわれるものならば       |
| 18   | 白 | 青い三角定規             | 初 | 太陽がくれた季節               |
| 19   | 紅 | 南沙織                   | 2  | 純潔                           |
| 20   | 白 | 野口五郎                 | 初 | めぐり逢う青春                 |
| 21   | 紅 | ザ・ピーナッツ           | 14 | さよならは突然に               |
| 22   | 白 | ビリー・バンバン         | 初 | さよならをするために           |
| 23   | 紅 | 本田路津子               | 2  | 耳をすましてごらん             |
| 24   | 白 | 西郷輝彦                 | 9  | 愛したいなら今                 |
| 25   | 紅 | 森山良子                 | 3  | 美しい星                       |
| 26   | 白 | 菅原洋一                 | 6  | 知りたくないの                 |
| 27   | 紅 | 藤圭子                   | 3  | 京都から博多まで               |
| 28   | 白 | 美川憲一                 | 5  | 銀座・おんな・雨               |
| 29   | 紅 | 欧陽菲菲                 | 初 | 恋の追跡（ラブ・チェイス）     |
| 30   | 白 | 上條恒彦                 | 初 | 出発（たびだち）の歌           |
| 31   | 白 | 三波春夫                 | 15 | あゝ松の廊下                   |
| 32   | 紅 | 小柳ルミ子               | 2  | 瀬戸の花嫁                     |
| 33   | 白 | 水原弘                   | 9  | お嫁に行くんだね               |
| 34   | 紅 | 平田隆夫とセルスターズ   | 初 | ハチのムサシは死んだのさ       |
| 35   | 白 | フランク永井             | 16 | 君恋し                         |
| 36   | 紅 | 島倉千代子               | 16 | すみだ川                       |
| 37   | 白 | 橋幸夫                   | 13 | 子連れ狼                       |
| 38   | 紅 | 都はるみ                 | 8  | おんなの海峡                   |
| 39   | 白 | 沢田研二                 | 初 | 許されない愛                   |
| 40   | 紅 | ちあきなおみ             | 3  | 喝采                           |
| 41   | 白 | 五木ひろし               | 2  | 待っている女                   |
| 42   | 紅 | 青江三奈                 | 6  | 日本列島・みなと町             |
| 43   | 白 | 布施明                   | 6  | マイ・ウェイ                   |
| 44   | 紅 | 水前寺清子               | 8  | 昭和放浪記                     |
| 45   | 白 | 北島三郎                 | 10 | 冬の宿                         |
| 46   | 紅 | 美空ひばり               | 17 | ある女の詩                     |

#### 選考を巡って
- 前回の出場歌手の中より今回不選出となった歌手は以下。 
  - 紅組:朝丘雪路・伊東ゆかり[注釈 2]・加藤登紀子[注釈 2]・岸洋子・トワ・エ・モワ・弘田三枝子・ピンキーとキラーズ・眞帆志ぶき・雪村いづみ
  - 白組:アイ・ジョージ・坂本九・千昌夫・ダークダックス・デューク・エイセス・はしだのりひことクライマックス・ヒデとロザンナ・舟木一夫
- 青い三角定規はメインボーカルが女声（西口久美子）であったが、白組から出場した。
- 沢田研二は、長髪が理由でザ・タイガース時代は出場が認められなかったが、ソロ歌手として初出場を果たした。ザ・タイガースでの出場は1989年（第40回）まで待つことになる。
- この年、フォーク界で絶大な人気を獲得したよしだたくろうにオファーがあったが、「年末はグアムに旅行に行くので」という返答で辞退[1]。
- この年から、選考の最終過程で有識者数名による「ご意見を伺う会」の意見を聴取する仕組みができる。この過程で、新人の麻丘めぐみが原案から外され、ビリー・バンバンと青い三角定規が替わって選出された[1]。

### 演奏
- 紅組：ダン池田とニューブリード（指揮:ダン池田）
- 白組：小野満とスイング・ビーバーズ（指揮:小野満）
- 総合指揮：藤山一郎

### 演奏ゲスト
- キャンディーズ - バックダンサー「スクールメイツ」から誕生した。翌年に歌手デビューし、1975年（第26回）に正規の歌手として初出場。
- 宮川泰 - ザ・ピーナッツの指揮
- 村井邦彦 - 森山良子の指揮
- 福村芳一 - 菅原洋一の指揮
- 小室等 - 上條恒彦の伴奏（ギター）。
- ニニ・ロッソ - フランク永井の伴奏（トランペット）。
- ザ・いのうえバンド - 沢田研二のバックバンド。

### 審査員
- 池内淳子 - 女優。翌年の大河ドラマ『国盗り物語』の妙鴦尼役。
- 中原誠 - 棋士。当時史上最年少の名人・永世称号保持者。
- 森英恵 - ファッションデザイナー。
- 小林桂樹 - 俳優。この年から1年間放送された金曜時代劇『赤ひげ』の赤ひげ先生こと新出去定役。
- 中村汀女 - 俳人。この年の12月に金婚式を迎える。
- 井上ひさし - 作家。『手鎖心中』で第67回直木賞を受賞。
- 中野貴代 - 消防官。初の婦人消防官。
- 神田好武 - 全日本空輸機長。この年国交樹立した中華人民共和国への初フライトを担当。
- 真木洋子 - 女優。この年の連続テレビ小説『藍より青く』のヒロイン・田宮（村上）真紀役。
- 輪島大士 - 大相撲・大関。この年大相撲秋場所で好成績を挙げ大関に昇進。
- 加藤稔 - NHK芸能局長（審査委員長）
- 地方審査員80名（以下8地区から各10名）
  - 北海道函館市
  - 福島県福島市
  - 愛知県名古屋市東区
  - 大阪府大阪市阿倍野区
  - 広島県広島市（現：広島市中区）
  - 愛媛県松山市
  - 福岡県福岡市南区
  - 沖縄県那覇市
  - NHKの放送会館内の特設スタジオに電話オペレーターを置き、全国数ヶ所の一般審査員制を導入したのは今回から（この方式は1975年〈第26回〉から復活し1980年〈第31回〉まで行われた）。

### その他ゲスト
- 柳家小三太[注釈 3]（落語家。愛知県名古屋市東区・含笑寺より中継）
- ザ・ドリフターズ（コメディアン。第1回中間審査）
- 天地総子（タレント。『連想ゲーム』紅組キャプテン。いしだあゆみと青い三角定規の曲間および102スタジオ）
- うつみみどり[注釈 4]（タレント。同上）
- 小鹿みき（タレント。『国盗り物語』の木さる役。同上）
- 笑福亭仁鶴（落語家。同上）
- 赤木春恵（女優。『藍より青く』のヒロインの姑・村上キク役。本田路津子の曲紹介）
- 佐野浅夫（俳優。同じく『藍より青く』のヒロインの舅・村上周造役。同上）
- 高松英郎（俳優。同じく『藍より青く』のヒロインの父・田宮行義役。同上）
- 今出川西紀（女優。同じく『藍より青く』のヒロインの妹・田宮嘉恵役。同上）
- 原康義（俳優。同じく『藍より青く』のヒロインの息子・村上周太郎役。同上）
- ハナ肇とクレージーキャッツ（コメディアン。菅原洋一と藤圭子の曲間）
- てんぷくトリオ（コメディアン。第2回中間審査）
- コント55号（コメディアン。三波春夫と小柳ルミ子の曲間）
- 坂東玉三郎（歌舞伎俳優。島倉千代子の曲中）
- 松坂慶子（女優。『国盗り物語』の濃姫役。都はるみと沢田研二の曲間）
- 音無美紀子（女優。同上）
- 志垣太郎（俳優。この年の大河ドラマ『新・平家物語』の源義経役。同上）

## 当日のステージ・エピソード
- トップバッターは前回まで3年連続で白組トリを務めた森進一が務めた。前年のトリ担当者がトップバッターを務めるのはこの事例が初めて。
- 和田アキ子は「あの鐘を鳴らすのはあなた」で第14回日本レコード大賞最優秀歌唱賞を受賞していたが、同曲はベトナム戦争の反戦歌の疑いが強いとNHKが判断し、この曲に次いで売れた「孤独」が選曲された。「あの鐘を鳴らすのはあなた」は1991年（第42回）でようやく歌われる事となった。
- 本田路津子はこの年の連続テレビ小説『藍より青く』の主題歌「耳をすましてごらん」を歌唱。
- 紅組司会の佐良が歌手として出演する際の曲紹介は佐良自らが行った。
- 上條恒彦のステージでは、上條が準レギュラー出演者であったNHK総合テレビの音楽番組『ステージ101』のレギュラー出演者「ヤング101」がコーラスで応援参加した。当時のヤング101には田中星児や後に作曲家となった河内広明がいた。
- 橋幸夫の歌唱曲「子連れ狼」はレコードでは若草児童合唱団がバックコーラスを担当しているが、放送時刻の関係で紅白ではスクールメイツとキャンディーズが担当した。
- この年デビュー10周年を迎え、10年連続出場を果たした北島三郎が初めて白組トリを務めた。
- 美空ひばりが10年連続でのトリ担当となった。
- 優勝は紅組（通算12勝11敗）。
- 平均視聴率は80.6%（関東地区、ビデオリサーチ社調べ）で、紅白史上第2位（関東地区の歴代視聴率2位）の視聴率を記録した。
- 放送用ビデオテープは、この当時録画設備を含めて非常に高価であったが、NHKは今回から制度的な紅白の収録並びにVTR保存を開始。今回を含めて、以後は全て鮮明なカラーのビデオ映像の完全版VTRが残っている。今回はそのカラーのビデオ映像の完全版で、後年に『思い出の紅白歌合戦』（BS2）で再放送された。
- この年5月15日、米国施政権下にあった沖縄が27年ぶりに沖縄県として本土に復帰。これにより、沖縄放送協会から継承した「新生」NHK沖縄放送局が総合テレビ・ラジオ第1放送での同時放送を開始した（ただし先島諸島ではラジオ第1放送のみ同時で、テレビは翌元日に時差ネットで放送された）。

## 後日譚
- 翌年の第24回からは、同年落成のNHKホールに会場を移しており、東京宝塚劇場での開催は今回が最後となった。
- 美空ひばりは、実弟・かとう哲也が暴力団に関わっていた廉で逮捕されたことがもとでアンケート支持が低下しており（この年も、辞退する可能性があったという）、翌年は落選、正規の歌手としてはこの回が最後の出演となった。